# Røyrvatnet

Røyrvatnet (Lulesamisch Rávdojávri) ist ein See, der in der Gemeinde Sørfold in Nordland in Norwegen liegt.
Der See liegt etwa 11 km nordöstlich von Fauske etwas östlich der E6.